# American Journal of Physics
L'American Journal of Physics est une revue scientifique mensuelle évaluée par les pairs et publiée par l'American Association of Physics Teachers (en) et l'American Institute of Physics. Fondée en 1933, son éditeur est David P. Jackson,,.
Le journal publie des articles de niveau pré-universitaire et universitaire. Le public cible est composé d'enseignants et d'étudiants de physique. Les sujets couvrent la recherche actuelle en physique, mais aussi l'équipement et les démonstrations de laboratoires, les méthodes d'enseignements, les critiques d'ouvrages, ainsi que des aspects historiques, philosophiques ou culturels de la physique.

## Histoire
La revue a été fondée en février 1933 sous le nom de American Physics Teacher. Elle a été publiée de manière trimestrielle jusqu'en 1936, puis deux fois par mois de 1937 à 1939. Après la publication de décembre 1939, la revue est renommée selon son titre actuel, dont le premier numéro est publié en février 1940,,.